# Борромео, Клелия Грилло
Клелия Грилло Борромео Арезе (итал. Clelia Grillo Borromeo Arese, 29 июня 1684 — 23 августа 1777) — итальянский математик.

## Биография
Борромео родилась в Генуе и была дочерью князя Маркантонио из Мондрагоны и Марии Антонии Империал. В 1707 году она вышла замуж за графа Джованни Борромео Арезе Бенедикта (1679—1744), и стала матерью восьмерых детей. Борромео знала несколько языков, математику, естественные науки и механику. Она говорила на восьми языках и интересовалась геометрией, естественными науками и математикой. Она училась сначала у матери, а затем в монастыре, но неизвестно, где она получила образование в областях, в которых стала известна. Она была известна своей способностью решать каждую математическую задачу, данную ей.
Борромео описывали как самостоятельного человека, но эксцентричного, так как самостоятельность не считалась естественной для женщин. Её критиковали за приём многих учёных, как иностранцев, так и итальянцев, известных в качестве атеистов. Одним из её гостей был Антонио Валлиснери. Она основала Академию nell’Academia Vigilantium Clelia в своём салоне в Милане, активно действовавшем в 1719—1726 годах. Во время войны в 1746 году Борромео встала на сторону Испании и против Австрии, и поэтому была сослана. Когда ей разрешили вернуться в Милан, она чествовалась как героиня.
В 1728 году Гвидо Гранди подробно описывает пространственную кривую на сфере, которую он в честь Борромео называет клелией.
Борромео умерла в Милане. Город Генуя удостоил её медалью с надписью Genuensium Gloria (Честь Генуи).